# Cadulus platei
Cadulus platei är en blötdjursart som beskrevs av Jaeckel 1932. Cadulus platei ingår i släktet Cadulus och familjen Gadilidae. Inga underarter finns listade i Catalogue of Life.